# جورج بنسون
جرج بنسن (به انگلیسی: George Benson) زادهٔ ۲۲ مارس ۱۹۴۳ در پنسیلوانیا، آهنگساز و یکی از نوازندگان نامدار گیتار در سبک جاز نرم است. بنسون تابع سبک آهنگسازی دانی هاثوی است.
ساز جرج بنسن گیتار آکوستیک الکتریک پیکاپ دار است. امضای (تضمین)این نوازندهٔ بزرگ روی سه گیتار ساخت کمپانی آیبانز به نام‌های gb۲۰۰ gb۱۰ gb۵ وجود دارد. وی تا کنون برنده جایزه گرمی نیز بوده‌است.